# Charles Pflieger
Pour les articles homonymes, voir Pflieger.
Charles Pflieger, né le 7 novembre 1817 à Altkirch et mort le 1er juillet 1877, est un homme politique français du XIXe siècle.

## Biographie
Louis Charles Pflieger est le petit-fils du premier maire d'Altkirch, le conventionnel régicide Jean-Adam Pflieger l'aîné, et le fils du député-maire libéral Jean-Adam Pflieger le jeune.
Associé à son frère Félix et à un certain Joset, Charles Pflieger est horticulteur dans la capitale du Sundgau entre la fin de la Monarchie de Juillet et la Deuxième république.
Le 13 mai 1849, il est élu député du Haut-Rhin (en même temps que le maire Charles Cassal, autre membre de la Montagne) sous les couleurs du parti démocrate-socialiste d'Alexandre Ledru-Rollin.
Partageant l'opposition de Ledru-Rollin à la politique réactionnaire du parti de l'Ordre et à l'écrasement de la République romaine par l'expédition française, Pflieger prend part à la tentative révolutionnaire du 13 juin 1849 au Conservatoire national des arts et métiers. S'étant enfui à Bruxelles pour échapper à la répression, il est déchu de son mandat parlementaire et condamné (par contumace) à la déportation par la Haute Cour de justice de Versailles.
Réfugié en Suisse, il en est officiellement expulsé pour avoir protesté contre la violation du droit d'asile. Il est cependant présent, en décembre 1851, à Lausanne, où il retrouve d'autres proscrits républicains opposés au Coup d'État bonapartiste (Avril, Boichot, Beyer, Kopp, Rolland et Thoré) et rédige avec eux un Appel au Peuple français. Comptant se rendre ensuite dans son Sundgau natal pour y soulever les masses paysannes, il ne pourra cependant pas franchir la frontière à Bâle.